# Nyck de Vries
Nyck de Vries (Uitwellingerga, 6 de fevereiro de 1995) é um piloto de automóveis neerlandês que atualmente compete na Fórmula E pela equipe Mahindra Racing. Ele atuou na Fórmula 1 pela equipe AlphaTauri em 2023. Ele já estreou na Fórmula 1 pela primeira vez em setembro de 2022, marcando dois pontos pela Williams no Grande Prêmio da Itália de 2022 substituindo Alexander Albon devido a crise de apendicite. Depois de 10 corridas na temporada 2023 ele foi demitido da AlphaTauri por não gerar muito resultado para equipe.
De Vries venceu o Campeonato Mundial de Cartismo em 2010 e 2011; a Fórmula Renault 2.0 Alpes; a Eurocopa de Fórmula Renault 2.0 em 2014; o Campeonato de Fórmula 2 da FIA em 2019 e o Campeonato Mundial de Fórmula E da FIA em 2020–21. Ele foi gerenciado por Anthony Hamilton (pai de Lewis Hamilton) e foi integrado ao programa de jovens pilotos da McLaren em janeiro de 2010. Em 2018, de Vries ingressou na Audi Sport Racing Academy e deixou o programa de jovens pilotos da McLaren no ano seguinte para se concentrar em suas funções na Audi.

## Biografia
Hendrik Johannes Nicasius de Vries nasceu em 6 de fevereiro de 1995 em Uitwellingerga, pequena vila da Frísia próxima à cidade de Sneek, situada nos Países Baixos. Nyck, como é carinhosamente chamado, é o primeiro filho de Naomi Hesseling e de Hendrik Jan de Vries, vendedor de carros que desempenhou papel crucial em sua carreira, tendo, segundo o próprio Nyck, "vendido tudo" para bancar sua jornada automobilística. Sua irmã mais nova, Seychelle, chegou a ser namorada do também piloto George Russell, que tem uma relação de amizade com Nyck, assim como Max Verstappen, com De Vries afirmando que seu compatriota o apoiou bastante em seu período na AlphaTauri.
Nyck disse em entrevistas que possui ascendência indonésia, revelando ter um avô que veio de Malangue, cidade da Java Oriental. Ele também diz que por conta disso, considera o ePrix de Jacarta como sua corrida de casa.
Em 2022, foi divulgado que Nyck estava em um relacionamento com Eva Bruggenwirth, uma criadora de conteúdo neerlandesa.

## Carreira

### Cartismo
Em 2008, De Vries ganhou o WSK World Series pela categoria KF3, assim como o Campeonato Alemão Juvenil de Cartismo. Em 2009, ele manteve os títulos do Campeonato Alemão Juvenil e do WSK World Series, além de ganhar o Campeonato Europeu de KF3. Em setembro, ele ganhou o Campeonato Mundial de Cartismo de 2010. Ele também ganhou o Campeonato Mundial em 2011.

### Fórmula Renault

#### 2012
Em 2012, De Vries fez a transição para monopostos, correndo na Eurocopa de Fórmula Renault 2.0 pela R-ace GP, sendo companheiro dos franceses Andrea Pizzitola e Pierre Gasly. De Vries alcançou seu primeiro pódio em sua corrida de estreia em Alcañiz com um segundo lugar, e conseguiu repetir esse resultado em Hungaroring. De Vries terminou a temporada em quinto lugar, superando todos os seus companheiros de equipe.
Além disso, nesse mesmo ano, De Vries participou de várias corridas da Fórmula Renault 2.0 NEC, nas quais conseguiu uma vitória em sua pista natal em Assen. Ele subiu ao pódio quatro vezes em onze largadas na série e terminou em décimo na classificação dos pilotos.

#### 2013
No ano seguinte, de Vries mudou para a Koiranen GP para sua segunda temporada na Eurocopa, tendo como colegas de equipe os brasileiros Guilherme Silva e Victor Franzoni. O neerlandês venceu em Hungaroring e em Barcelona, totalizando cinco pódios e pontos, o que o fez terminar novamente a temporada em quinto, com 113 pontos, ficando atrás de futuros rivais da Fórmula E e da Fórmula 1 como Jake Dennis, Esteban Ocon, Oliver Rowland e Pierre Gasly, o campeão da temporada. No duelo interno da Koiranen, Nyck conseguiu ser mais uma vez o melhor piloto da sua equipe.

#### 2014
Em 2014, de Vries ficou com Koiranen e competiu em sua terceira temporada da Eurocopa de Fórmula Renault 2.0,  tendo entre seus companheiros seu futuro rival da F-E Nick Cassidy e os futuros pilotos de F1 George Russell e Pietro Fittipaldi. De Vries venceu seis corridas e terminou no pódio em 11 das 14 provas disputadas. Com 254 pontos contra os 124 do segundo colocado Dennis Olsen e os 117 do terceiro Alexander Albon, o neerlandês foi campeão de forma convincente.
No mesmo ano, ele participou de toda a temporada da Fórmula Renault 2.0 Alpes. Em um domínio ainda mais avassalador, ele venceu dez das catorze corridas e só não conseguiu subir ao pódio duas vezes. De Vries somou 300 pontos, 101 a mais do que o vice-campeão Charles Leclerc.

#### 2015
Para a temporada de 2015, de Vries decidiu competir na Fórmula Renault 3.5 Series pela equipe DAMS ao lado de Dean Stoneman, fazendo seis pódios e vencendo apenas a última corrida da temporada em Jerez, computando 160 pontos. Isso lhe rendeu o terceiro lugar na classificação geral, com o neerlandês sendo superado por Matthieu Vaxivière, vice-campeão que tinha 74 pontos a mais que ele, e Oliver Rowland, campeão dominante da temporada, com quase o dobro de pontos de De Vries. Já no campeonato de estreantes, De Vries teve quatro vitórias e foi o melhor do ano, superando Egor Orudzhev por 27 pontos. De Vries também ficou à frente de seu companheiro de equipe, Stoneman, por 30 pontos.

### GP3 Series
Em 2016, de Vries se mudou para a GP3 Series e disputou a categoria pela equipe ART Grand Prix, ao lado de Charles Leclerc, Nirei Fukuzumi e de Alexander Albon. De Vries teve uma pole, cinco pódios e duas vitórias na corrida 2 em Monza e na corrida 1 em Abu Dhabi, terminando em sexto no campeonato de pilotos, com 133 pontos. Dentre seus companheiros de equipe, De Vries só superou Fukuzumi, que ficou uma posição abaixo dele e fez 42 pontos a menos. O neerlandês ficou distante de Albon, vice-campeão com 44 pontos de diferença para ele, e ainda mais distante de Leclerc, o campeão, por 69 pontos.

### Fórmula 2
Em 2017, ele assinou contrato com a equipe Rapax para a disputa da temporada inaugural do Campeonato de Fórmula 2 da FIA, sendo companheiro de Johnny Cecotto, Jr. nas primeiras rodadas e de Sergio Canamasas nas três últimas que competiu pela equipe. Com o carro 18 da Rapax, Nyck conseguiu sua primeira vitória na categoria na corrida curta de Mônaco, e ainda fez mais um segundo lugar na corrida longa de Bacu e dois terceiros lugares nas duas provas da rodada da Hungria.
No entanto, a partir da décima rodada o piloto se transferiu para Racing Engineering, passando a ser companheiro de Gustav Malja. Por essa equipe, ele só fez mais um segundo lugar na corrida curta de Spa-Francorchamps, e a soma de seus resultados o colocaram no sétimo lugar no campeonato de pilotos.

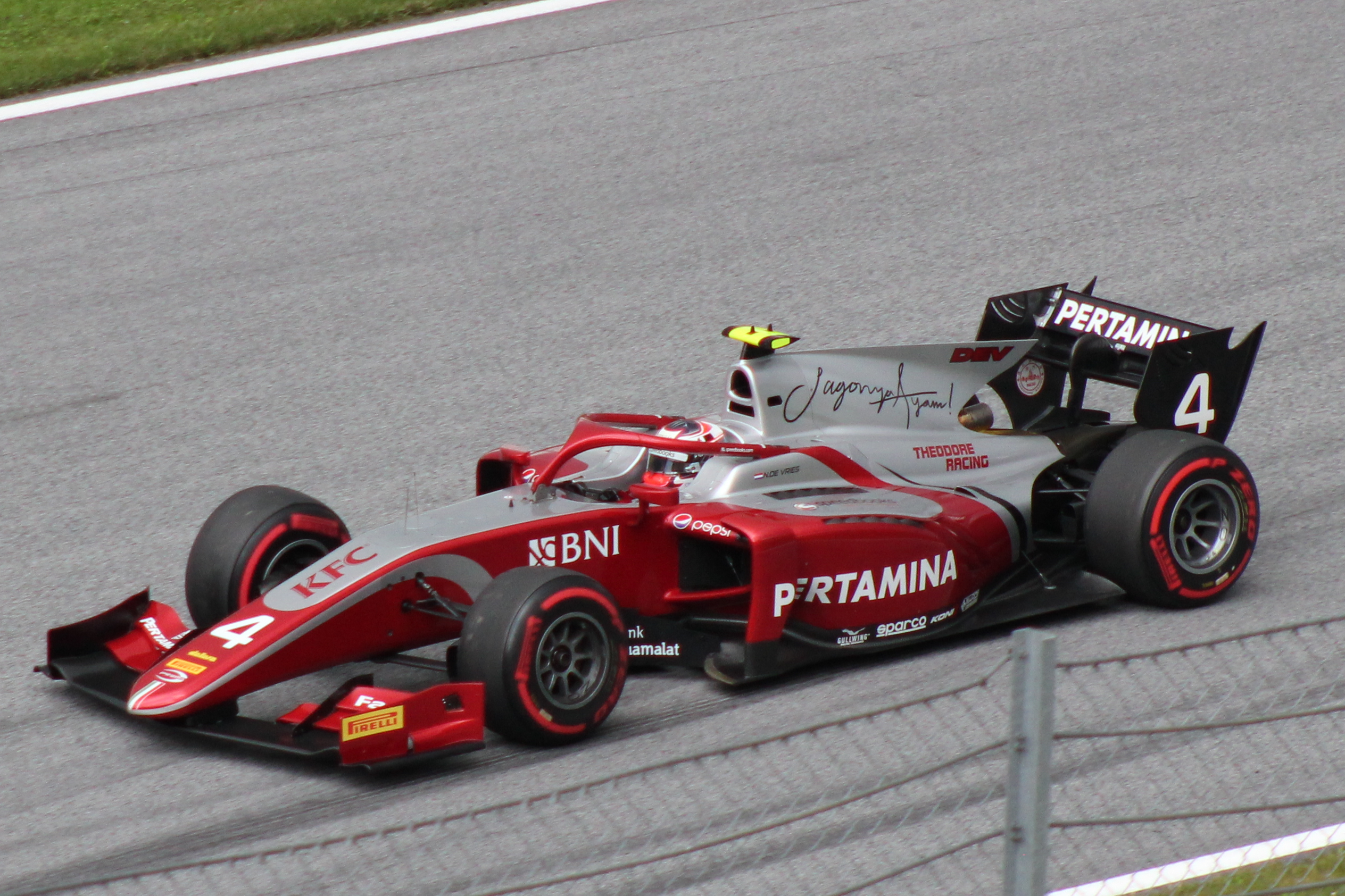
De Vries guiando o carro da Prema na etapa austríaca de 2018

Para a temporada de 2018, De Vries se mudou para a Prema Racing, sendo companheiro de Sean Gelael. Nesse ano, o neerlandês fez suas primeiras poles positions, com a primeira vindo na Bélgica, prova que ele venceu. Além dessas duas poles, De Vries também teve três vitórias e seis pódios ao todo, somando 202 pontos e terminando em quarto na classificação geral, com apenas 10 pontos de diferença para o terceiro colocado Alexander Albon, dezessete a menos do que o vice-campeão Lando Norris e 85 atrás de George Russell, o campeão da temporada. Mas ao menos, De Vries superou Sean Gelael por uma diferença esmagadora, fazendo quase sete vezes mais pontos do que seu companheiro.

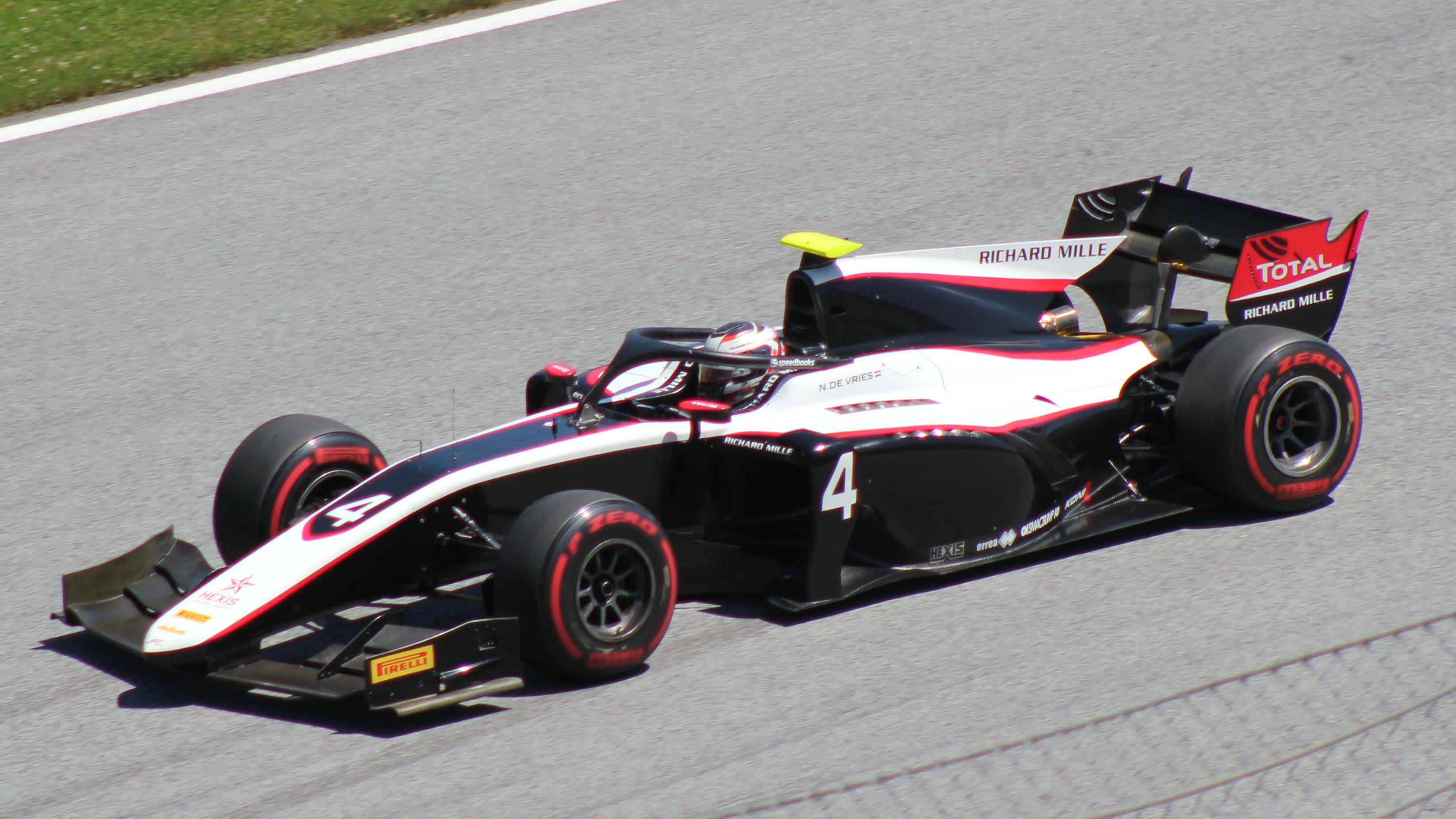
De Vries no Red Bull Ring em prova da F2 de 2019

Em novembro de 2018, foi confirmado que ele ingressaria na ART Grand Prix para a disputa da temporada de 2019, sendo companheiro de Nikita Mazepin. A temporada, que é lembrada por conta da morte do estreante francês Anthoine Hubert, também viu um domínio de Nyck, que venceu quatro vezes, fez três segundos lugares e cinco terceiros lugares, conquistando o título da categoria na primeira corrida da penúltima etapa da temporada, que foi realizada na Rússia. Ao final, Nyck somou 266 pontos, tendo uma distância de 52 pontos para o vice Nicholas Latifi. No duelo interno com Mazepin, o neerlandês foi ainda mais dominante, já que o russo só foi o 18º e fez onze pontos, o que totaliza 255 pontos de distância para Nyck.

### Audi Sport Racing Academy
De Vries assinou contrato com a Audi Sport Racing Academy em 2018, com ele deixando o programa de jovens pilotos da McLaren em 2019 para se concentrar em suas funções na Audi.

### Mundial de Endurance

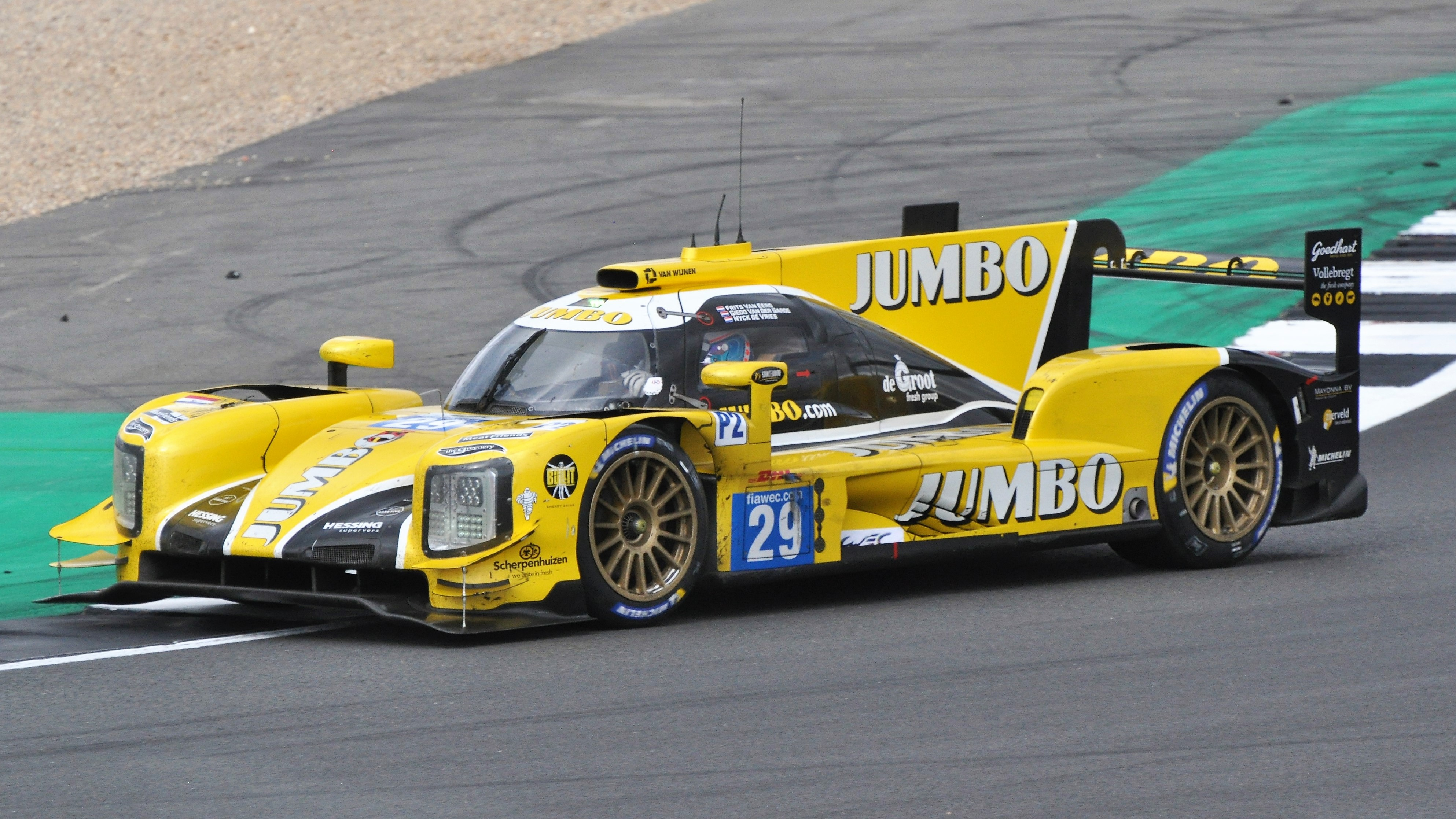
Dallara P217 que De Vries pilotou em Silverstone em 2018

Em 15 de março de 2018, de Vries assinou com a Racing Team Nederland para competir na classe LMP2 do Campeonato Mundial de Endurance da FIA. Mais tarde, ele permaneceu com a equipe na temporada 2019-20, em parceria com Giedo van der Garde e Frits van Eerd. De Vries e seus companheiros de equipe venceram as 6 Horas de Fuji, conquistando assim a primeira vitória da equipe na WEC. Este resultado ajudou a Racing Team Nederland a terminar em quarto lugar na classificação LMP2.
Em 6 de julho de 2020, de Vries foi anunciado como piloto de teste e reserva da Toyota Gazoo Racing Europe GmbH. Suas funções incluem testar o Toyota TS050 Hybrid e o hipercarro da Toyota. No mesmo ano, ele competiu em três rodadas da European Le Mans Series com a G-Drive Racing, marcando um pódio e uma volta mais rápida em Le Castellet e vencendo a final da temporada no Algarve.
Em 2021, De Vries correu apenas em Monza, na qual conquistou um pódio pela Racing Team Nederland juntamente com Paul-Loup Chatin e Frits van Eerd. Em mais uma participação nas 24 Horas de Le Mans, ele correu na G-Drive Racing ao lado de Roman Rusinov e Franco Colapinto, terminando a prova em décimo segundo na classificação geral e em sétimo na LMP2.

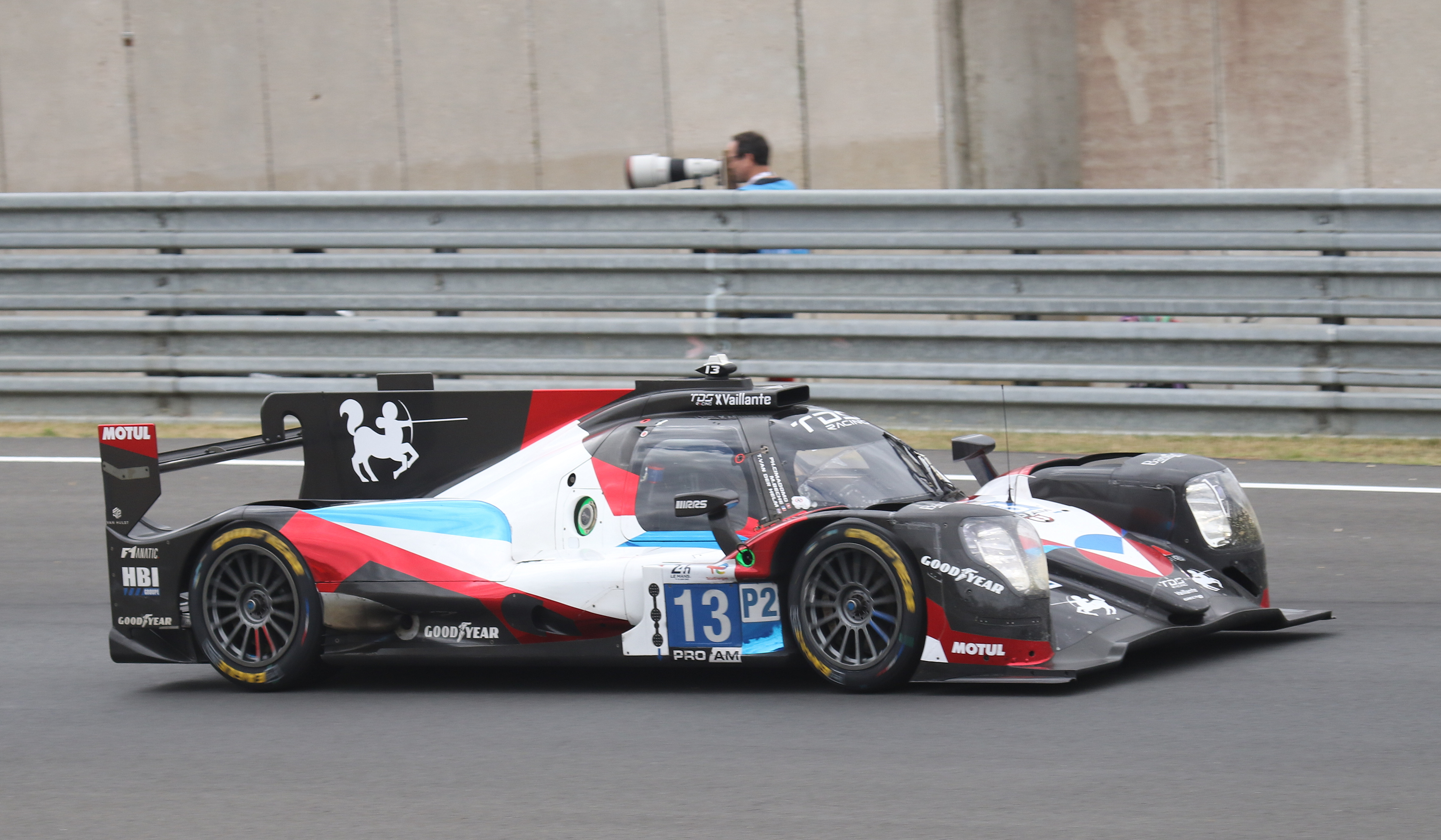
Oreca 07 que De Vries, Beche e Van der Helm pilotaram nas 24 Horas de Le Mans de 2022

Durante a semana de testes anterior às 24 Horas de Le Mans de 2022, os oficiais da ACO proibiram o piloto da TDS Racing x Vaillante, Philippe Cimadomo, de começar. Devido à sua função de reserva para a equipe Toyota Hypercar, de Vries já estava no circuito e foi convidado a entrar. O piloto holandês acabou terminando em quarto na classe ao lado de Mathias Beche e Tijmen van der Helm, estabelecendo o tempo médio de volta mais rápido entre os 20 primeiros.

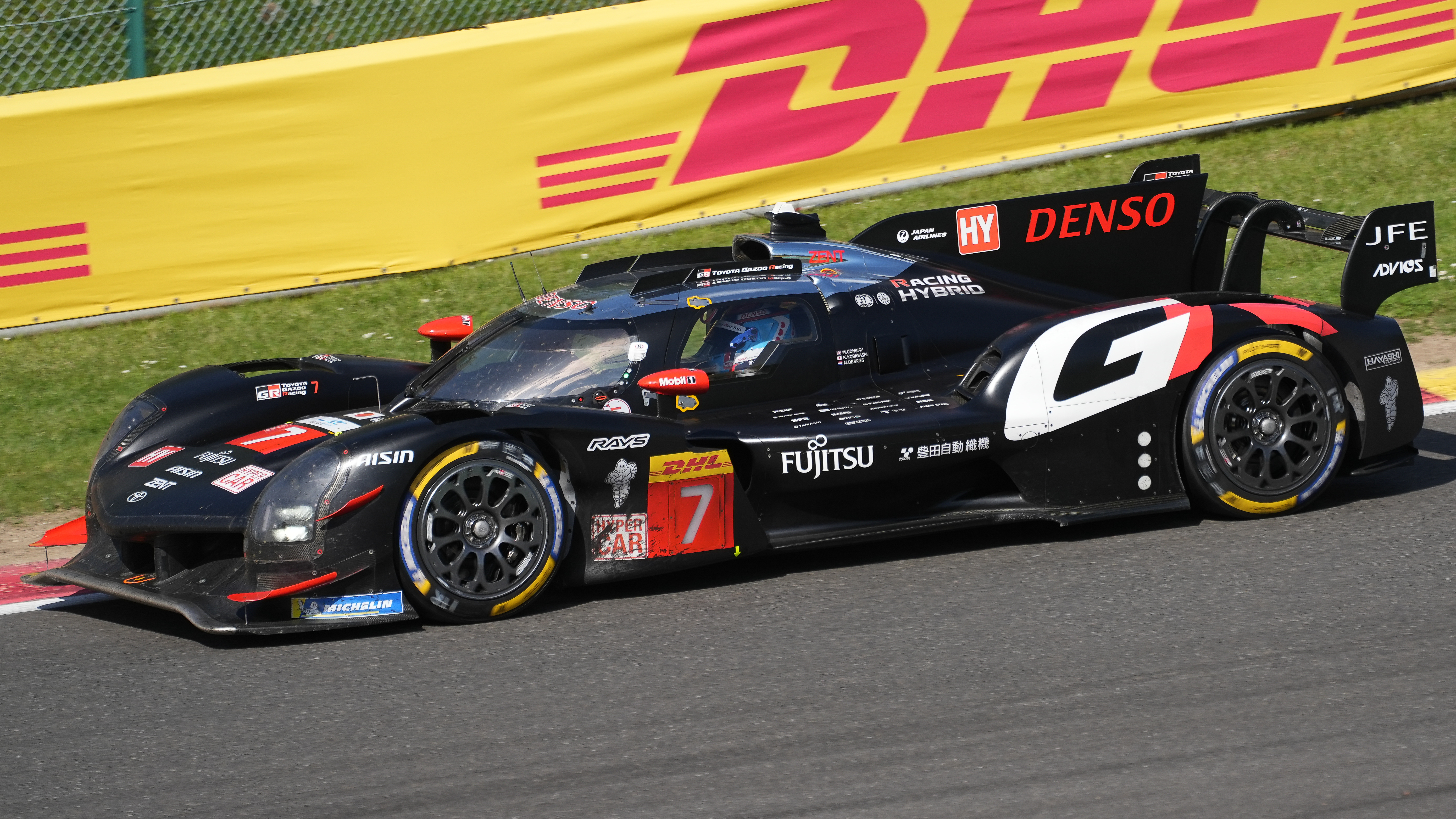
Toyota GR010 nº 7 que De Vries pilotou em 2024

Em 20 de novembro de 2023, de Vries foi anunciado como um dos principais pilotos do carro 7 da Toyota Gazoo Racing da classe Hypercar para a temporada 2024, substituindo José María López. Tendo se classificado em segundo para a corrida de abertura da temporada no Catar, De Vries conseguiu sua primeira vitória geral no WEC em Imola, lucrando com uma passagem impressionante do veterano companheiro de equipe Kamui Kobayashi. De Vries terminaria em segundo lugar geral em Le Mans, conquistando seu primeiro pódio na tradicional prova do endurance. O neerlandês teve sua primeira pole nas 6 Horas de São Paulo, embora tenha terminado em quarto. Ele e seus companheiros do carro 7 fizeram mais um pódio no Circuito das Américas e encerraram o ano em terceiro no campeonato de pilotos, ajudando a Toyota a conquistar mais um título nos construtores.
De Vries, assim como seus companheiros da Toyota, estão programados para seguir na equipe para a temporada 2025.

### Fórmula E

#### Mercedes-EQ (2019 – 2022)

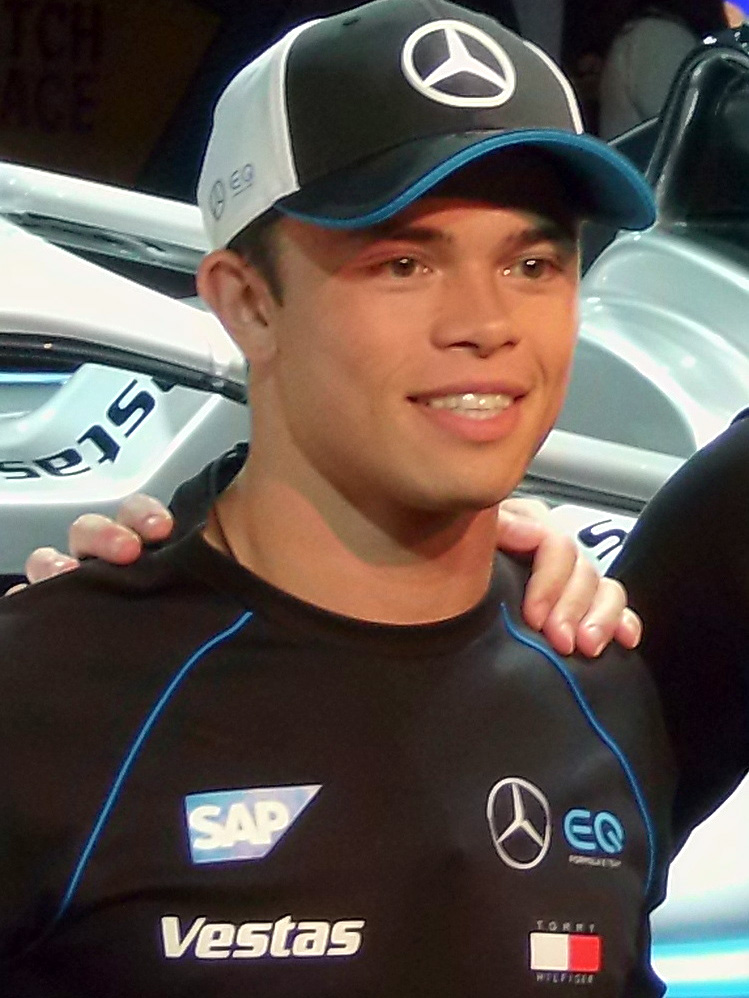
De Vries em 2019

Em 11 de setembro de 2019, de Vries foi anunciado como piloto da nova equipe de Fórmula E, a Mercedes-EQ Formula E Team, para a temporada de 2019–20, ao lado de Stoffel Vandoorne. Em seu ano de estreia na categoria, de Vries conseguiu um segundo lugar na última corrida da temporada em Berlim, o que o colocou em 11º no campeonato, com 60 pontos.

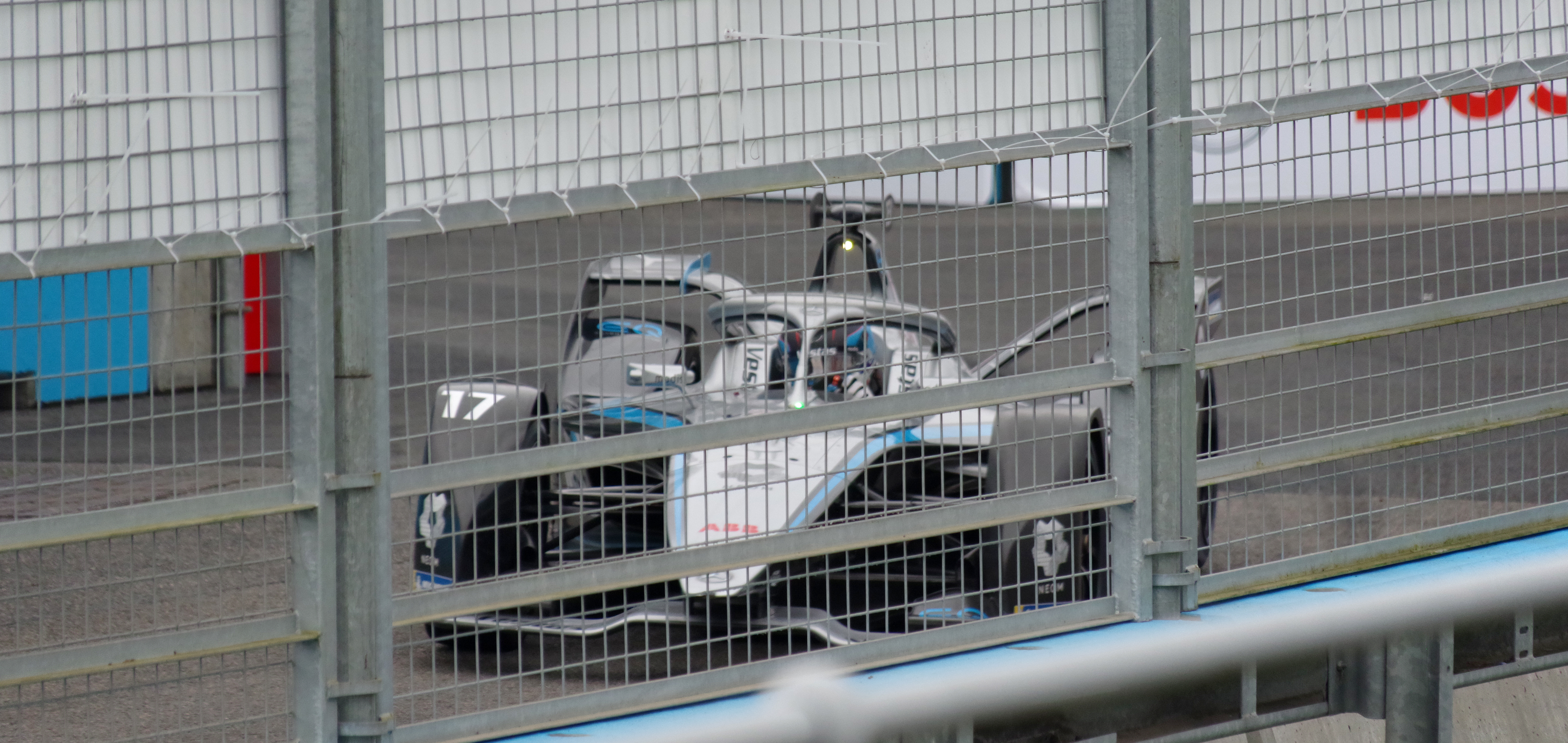
De Vries durante os treinos do ePrix de Londres de 2021

Ele permaneceu na equipe para a disputa da temporada de 2020–21, e já na corrida de abertura da temporada em Daria, De Vries fez sua primeira pole position e alcançou sua primeira vitória na F-E. O neerlandês venceu novamente em Valência, e ainda conseguiu um duplo pódio na rodada de Londres. Apesar de sua campanha ter sido irregular, com De Vries abandonando quatro provas e só pontuando em sete das quinze daquela temporada, ele conseguiu chegar à rodada final na liderança do campeonato.
Na última corrida em Berlim, De Vries e mais doze pilotos tinham chances de ser campeões. Mas Nyck levou a melhor após dar uma sequência de ultrapassagens, com ele saindo de 13º para o 4º lugar, mas despencando para o oitavo posto ao final da prova, e ainda teve a sorte de ver seus principais adversários Edoardo Mortara, Mitch Evans e Jake Dennis se acidentarem e não completarem a corrida. Assim, Nyck de Vries se tornou campeão da Fórmula E, encerrando a campanha com um total de duas vitórias, quatro pódios e 99 pontos, sete à frente do vice-campeão Edoardo Mortara. Com esse título, De Vries se tornou o primeiro piloto neerlandês campeão da Fórmula E, e também o mais jovem a alcançar o feito, tendo na data da sua confirmação do título a idade de 26 anos, seis meses e nove dias.
De Vries seguiu na Mercedes-EQ para a temporada de 2021–22. Ele teve as mesmas duas vitórias da temporada anterior, repetindo o triunfo na corrida de abertura em Daria e vencendo também a corrida 2 de Berlim, mas apesar dele ter pontuado em 11 das 16 etapas e feito 106 pontos, seus resultados foram insuficientes para tirar o título de seu companheiro de equipe Stoffel Vandoorne, que fez mais do que o dobro da sua pontuação no ano. Assim, De Vries fechou seu último ano na Mercedes-EQ, que não retornaria na temporada seguinte, em nono lugar.

#### Mahindra (2023 –presente)

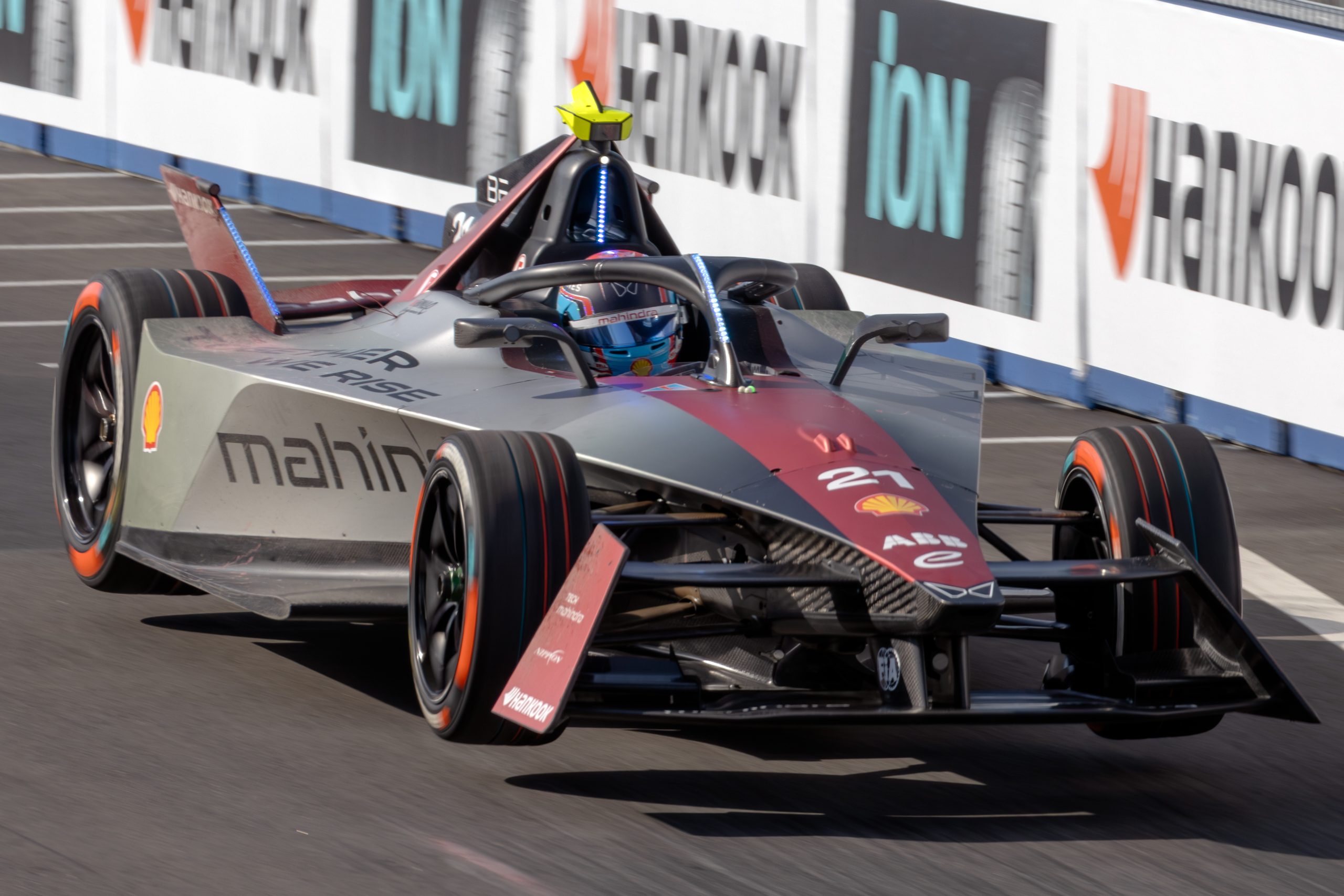
De Vries pilotando o carro da Mahindra durante os treinos do ePrix de Tóquio de 2024

Depois de uma passagem malsucedida na Fórmula 1, foi anunciado em setembro de 2023 que de Vries iria retornar à Fórmula E na temporada de 2023–24, competindo com a equipe Mahindra Racing ao lado de Edoardo Mortara. De Vries não pontuou em nenhuma das oito primeiras corridas que disputou, abrindo mão da rodada de Berlim por conta de seus compromissos no Mundial de Endurance. Mas em seu retorno em Xangai, ele conseguiu um sétimo lugar, e pontuou novamente na corrida 1 de Londres, ficando em quarto lugar, o seu melhor resultado do ano. Com isso, o neerlandês fechou a temporada na décima oitava colocação, acumulando 18 pontos, onze a menos que Mortara, o 16º colocado.
Ele permaneceu com a Mahindra para a disputa da temporada de 2024–25. Nyck disputou todas as etapas, exceto a de Berlim, onde foi substituído pelo brasileiro Felipe Drugovich por causa do conflito de datas com o Mundial de Endurance. O neerlandês conquistou seu primeiro pódio da temporada na corrida 1 do ePrix de Mônaco, ao ser segundo colocado, o que marcou o fim de seu jejum de pódios, que perdurava desde o ePrix de Londres de 2022. Ele repetiu esse resultado nas duas corridas do ePrix de Londres. Ao todo, foram três pódios e 92 pontos, com De Vries encerrando a temporada em oitavo lugar, tendo apenas um ponto de desvantagem para Jake Dennis. O neerlandês ainda ficou uma posição acima de seu companheiro Mortara, que somou quatro pontos a menos que ele.

### Super Fórmula Japonesa

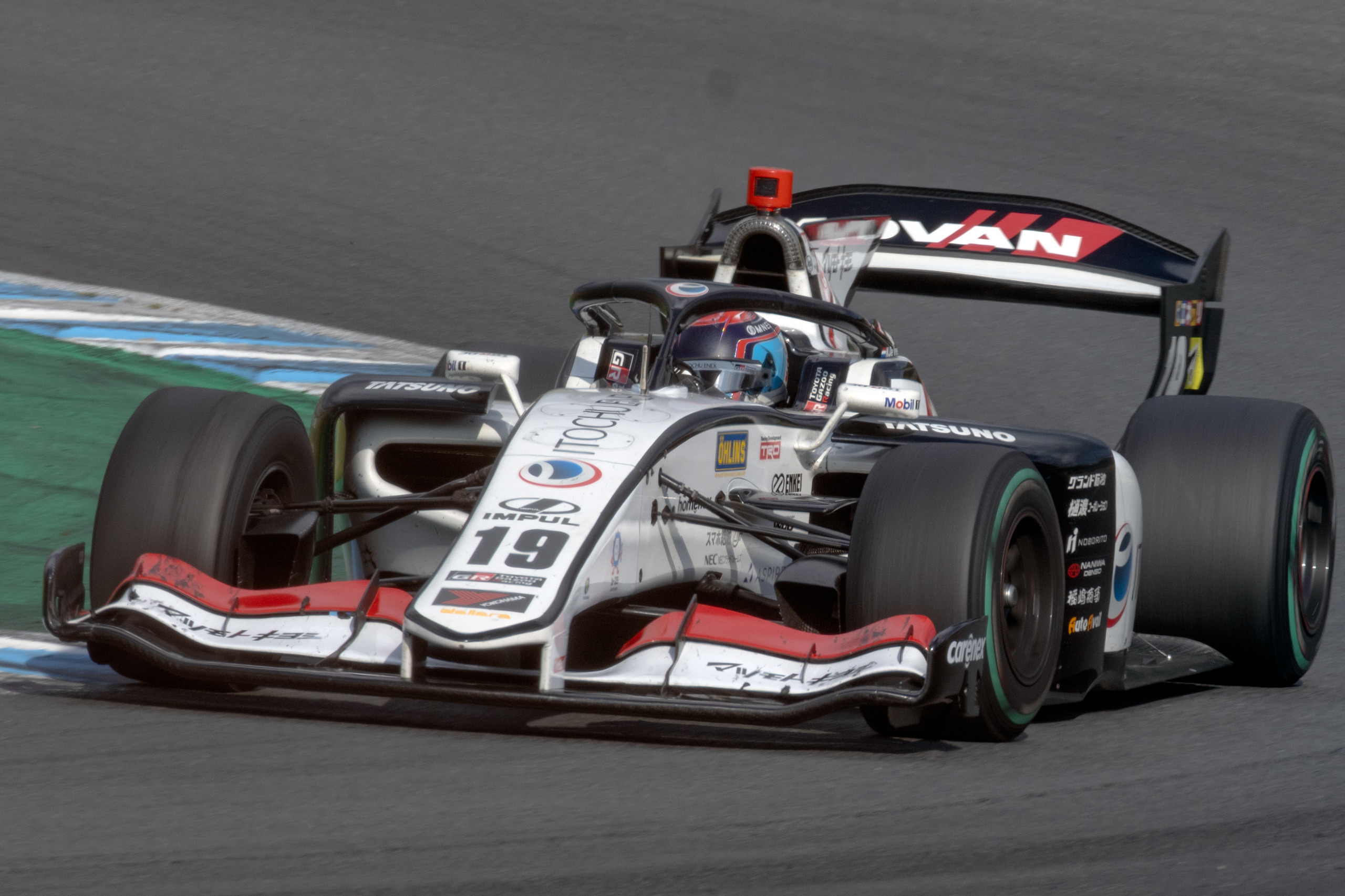
De Vries pilotando o carro 19 da Impul durante a prova de Motegi

Nyck de Vries correu três etapas na Super Fórmula Japonesa em 2024, substituindo Hibiki Taira no carro 19 da Team Impul. Na prova de Motegi, o neerlandês foi o 13º colocado, e nas duas corridas da rodada de Fuji, ele conquistou dois décimos primeiros lugares, encerrando sua participação sem somar pontos, o que lhe rendeu um 18º lugar no campeonato de pilotos.

### Fórmula 1
De Vries assinou com o programa de jovens pilotos da McLaren em janeiro de 2010, e apareceu como ele mesmo em dois episódios da série animada da McLaren, Tooned. Ele deixou o programa da McLaren em maio de 2019.

#### Piloto de teste e reserva
Em dezembro de 2020, De Vries e o companheiro de equipe da Fórmula E, Stoffel Vandoorne, realizaram seu primeiro teste de Fórmula 1 para a equipe Mercedes no Young Driver Test que encerra a temporada. No ano seguinte, ele se tornou um dos pilotos reserva da equipe Mercedes, fazendo parceria com seu companheiro de equipe da Mercedes-EQ, Stoffel Vandoorne, no cargo.
Ele fez sua estreia nos treinos de Fórmula 1 no Grande Prêmio da Espanha de 2022, onde assumiu o lugar de Alexander Albon na Williams para a sessão de uma hora. Para o Grande Prêmio da França, De Vries correu em outra sessão de treinos pela equipe Mercedes, tomando o lugar do heptacampeão mundial Lewis Hamilton.

#### Williams (2022)
De Vries participou nos primeiros treinos livres do Grande Prêmio da Itália, desta vez no lugar de Sebastian Vettel na Aston Martin. De Vries substituiu Alexander Albon na Williams, depois que este desenvolveu apendicite e teve sua participação descartada na manhã de sábado. Ele conseguiu avançar para o Q2 e se classificar em décimo terceiro, embora tenha largado em oitavo após penalidades aplicadas a vários pilotos, superando seu companheiro de equipe Nicholas Latifi. Ele terminou a corrida na nona posição, marcando pontos em sua estreia na corrida e sendo eleito o piloto do dia.

#### AlphaTauri (2023)
Em 7 de outubro de 2022, foi anunciado que De Vries havia sido contratado pela equipe AlphaTauri para a disputa da temporada de 2023, substituindo Pierre Gasly e sendo companheiro do japonês Yuki Tsunoda. Para a sua estreia como titular da Fórmula 1, De Vries escolheu o número 21, pois o 45, número que ele usou em sua corrida na Williams no ano anterior, é reservado para a equipe.

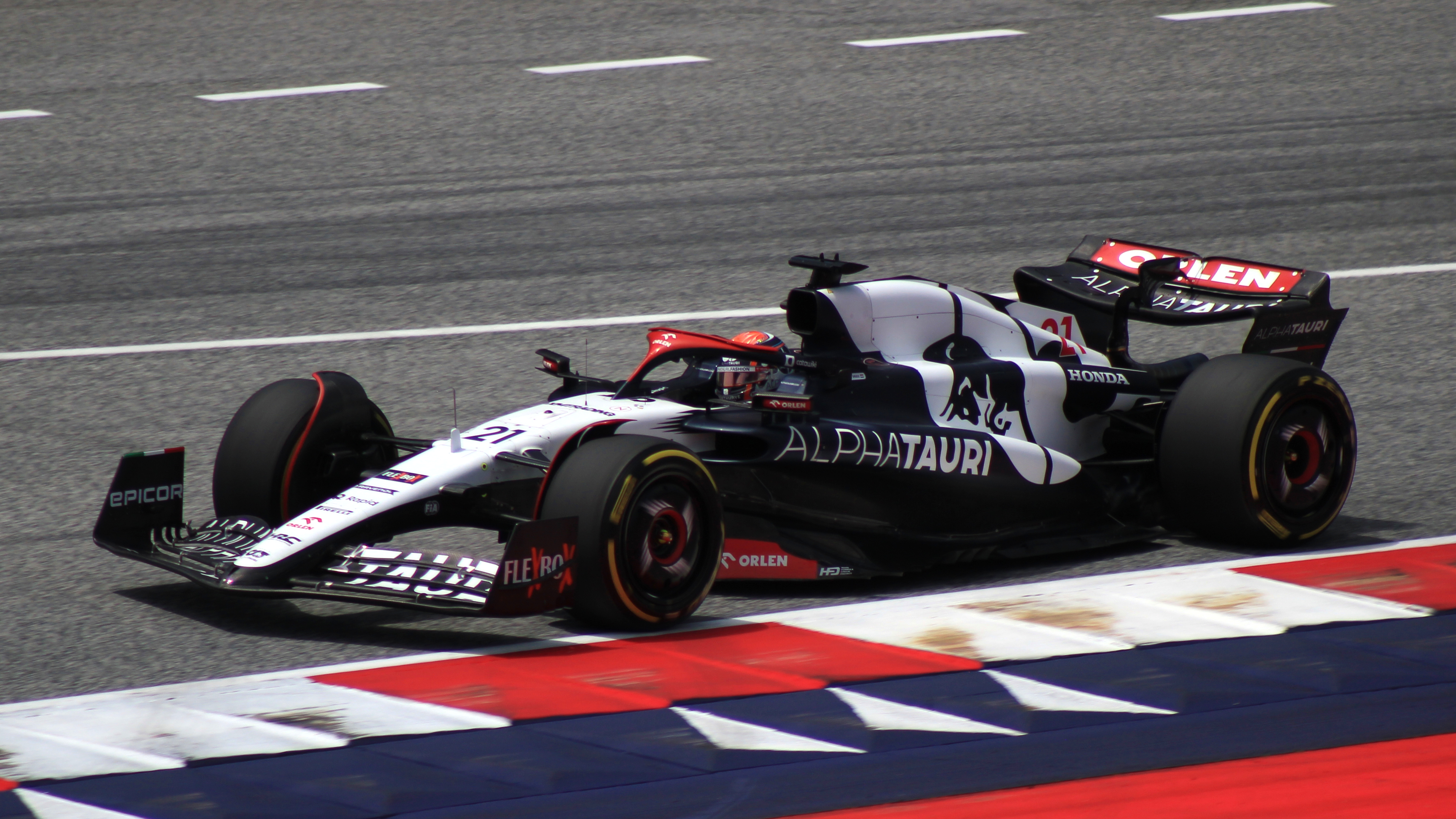
De Vries pilotando o AT04 no Grande Prêmio da Áustria de 2023

Nyck disputou dez provas na F1, mas não pontuou em nenhuma delas, e ainda abandonou duas: a da Austrália, quando o neerlandês foi vítima de um toque do norte-americano da Williams Logan Sargeant, e a de Azerbaijão, que se deu por conta de um erro do próprio piloto que o fez bater o carro no muro ainda nas primeiras voltas. Seu melhor resultado foi um 12º lugar em Mônaco, no qual se saiu melhor do que Tsunoda, mas no geral, o japonês o superou com bastante frequência. Além disso, o carro AT04 tinha diversos problemas de confiabilidade, e o próprio chefe da equipe, Franz Tost, chegou a dizer abertamente que "não confiava em seus engenheiros".
Mas a maior parte das críticas na Red Bull eram direcionadas para Nyck de Vries, e com o reserva da Red Bull Daniel Ricciardo fazendo testes em carros da equipe austríaca, os rumores sobre a dispensa do neerlandês começaram a se intensificar. E no dia 11 de julho de 2023, foi confirmado que Ricciardo substituiria Nyck na AlphaTauri a partir do Grande Prêmio da Hungria, em 26 de julho desse mesmo ano.

#### McLaren
Em novembro de 2024, De Vries realizou um teste com a McLaren no Circuito de Paul Ricard, pilotando o MCL36 que a equipe britânica utilizou na temporada de 2022 juntamente com seu colega na Toyota Gazoo Ryo Hirakawa.